# Bent Fuglede

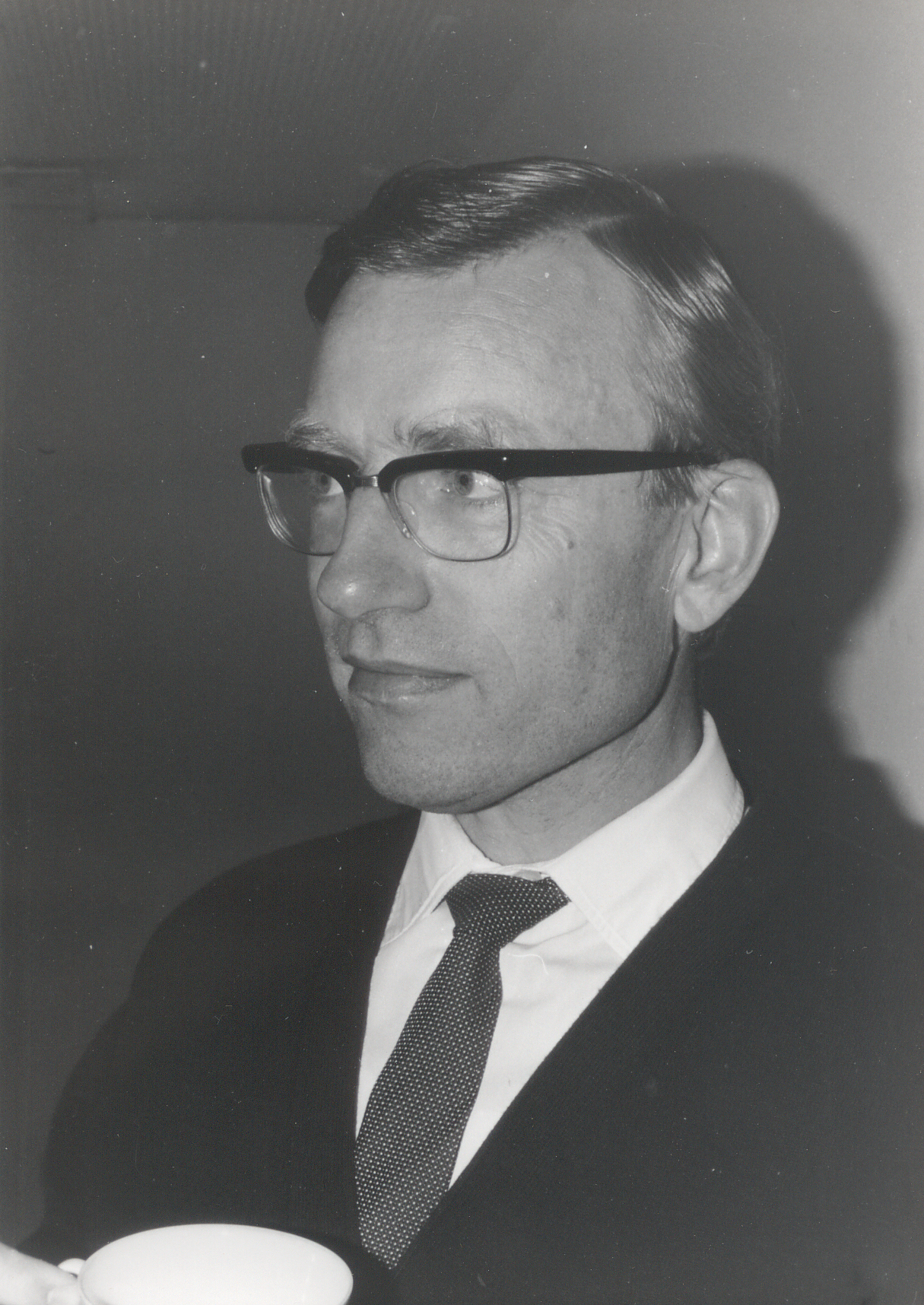
Bent Fuglede, 1972

Bent Fuglede (* 8. Oktober 1925; † 7. Dezember 2023) war ein dänischer Mathematiker, der durch seine Arbeit in der Funktionalanalysis bekannt wurde, insbesondere durch den Satz von Fuglede über beschränkte Operatoren. Er hat bedeutende Beiträge zur Theorie der Operatoren auf Hilberträumen und zur Theorie der partiellen Differentialgleichungen geliefert, der Schwerpunkt seiner Arbeit lag aber auf der Potentialtheorie, worüber er die Monographie Finely Harmonic Functions geschrieben hat.
Fuglede war emeritierter Professor der Universität Kopenhagen. Er war Mitglied der Dänischen Akademie der Wissenschaften, seit 1980 der Finnischen und ab 1994 korrespondierendes Mitglied der Bayerischen Akademie der Wissenschaften. 1970 war er Invited Speaker auf dem Internationalen Mathematikerkongress in Nizza (Fine connectivity and finely harmonic functions) und 1962 in Stockholm (Quasi-continuity of potentials of finite energy). Er war Fellow der American Mathematical Society.